# (1008) La Paz
Pour les articles homonymes, voir La Paz (homonymie).
(1008) La Paz est un astéroïde de la ceinture principale découvert le 31 octobre 1923 par l'astronome allemand Max Wolf. Sa désignation provisoire était 1923 PD.
Il fut nommé en honneur de la ville La Paz.